# Казимировское сельское поселение
Казимировское сельское поселение — упразднённое муниципальное образование в составе Руднянского района Смоленской области России.
Административный центр — деревня Казимирово.
Образовано Законом от 1 декабря 2004 года. Упразднено Законом Смоленской области от 20 декабря 2018 года с включением всех входивших в его состав населённых пунктов к 1 января 2019 года в Любавичское сельское поселение.

## Географические данные
- Расположение: северная часть Руднянского района
- Общая площадь: 164,75 км²
- Граничило:
  - на севере — с  Руднянским городским поселением
  - на северо-востоке — с Чистиковским сельским поселением
  - на востоке — с Смолиговским сельским поселением
  - на юге и западе — с Любавичским сельским поселением
  - на северо-западе — с Кругловским сельским поселением
- По территории поселения проходят железные дороги Смоленск —Витебск, станции: О.п. 450-й км.
- По территории поселения проходит автомобильная дорога  Рудня —Волково
- Крупные река: Малая Березина.

## Население
| 2011  | 2012  | 2013  | 2014  | 2015  | 2016  | 2017  |
| ----- | ----- | ----- | ----- | ----- | ----- | ----- |
| 1535  | ↘1501 | ↘1453 | ↘1434 | ↘1409 | ↘1401 | ↘1400 |
| 2018  | 2019  |       |       |       |       |       |
| ↘1367 | ↘1322 |       |       |       |       |       |

## Населённые пункты
На территории поселения находилось 18 населённых пунктов:
- Казимирово, деревня — административный центр
- Березино, деревня
- Быстровка, деревня
- Голяшово, деревня
- Дубровка, деревня
- Елисеевка, деревня
- Заложье, деревня
- Коминтерн, деревня
- Королево, деревня
- Маковское, деревня
- Невзучье, деревня
- Слобода, деревня
- Соболи, деревня
- Стародубовщина, деревня
- Халютино, деревня
- Хомино, деревня
- Центнеровка, деревня
- Шубки, деревня